# Махамаду Дісса
Махамаду Дісса (фр. Mahamadou Dissa, нар. 18 травня 1979, Каєс) — малійський футболіст, що грав на позиції нападника. Виступав за національну збірну Малі, з якою був учасником Кубків африканських націй 2002 та 2008 років.

## Клубна кар'єра
У дорослому футболі дебютував 1997 року виступами за місцеву команду «Сентр Саліф Кейта», в якій провів три сезони. Після цього з 2000 по 2005 рік грав у складі французьких клубів «Ніор», «Гренобль» та «Брест», але всі у нижчих лігах країни.
Влітку 2005 року Дісса перейшов убельгійський «Беверен». Відіграв за команду з Беверена наступні два сезони своєї ігрової кар'єри. Більшість часу, проведеного у складі «Беверена», був основним гравцем атакувальної ланки команди і одним з головних бомбардирів команди, маючи середню результативність на рівні 0,33 голу за гру першості.
2007 року, після вильоту «Беверена» з вищого дивізіону, Махамаду уклав контракт з клубом «Руселаре», у складі якого провів наступні чотири роки своєї кар'єри гравця.  Граючи у складі «Руселаре» також здебільшого виходив на поле в основному складі команди, але і з цією командою 2010 року вилетів до другого дивізіону.
В подальшому протягом 2011—2015 років захищав кольори нижчолігових бельгійських клубів «Остенде», «Жеантс Атуа» та «Акрен», а завершив ігрову кар'єру у клубі «Акрен» з третього за рівнем дивізіону Бельгії, де виступав протягом 2015—2016 років.

## Виступи за збірні
1999 року залучався до складу молодіжної збірної Малі. У її складі взяв участь у молодіжному чемпіонаті світу 1999 року в Нігерії, де забив п'ять голів і разом із іспанцем Пабло Коуньяго став найкращим бомбардиром турніру, а Малі здобула бронзові нагороди турніру.
1999 року дебютував в офіційних матчах у національній збірній Малі. У складі збірної був учасником домашнього Кубка африканських націй 2002 року у Малі та Кубка африканських націй 2008 року у Гані.
Всього протягом кар'єри у національній команді, яка тривала 10 років, провів у її формі 25 матчів, забивши 3 голи.